# Lugar (geografia)
Na geografia, a palavra lugar constituía um conceito científico, pois era utilizada frequentemente do mesmo modo que no senso comum, ou seja, como sinônimo de localização. Quando usada no plural, servia geralmente para fazer referência à variabilidade das combinações de elementos na superfície da Terra e, por conseguinte, ao conjunto de características naturais e humanas que particularizam uma determinada porção da superfície terrestre. Isso era visível quando Paul Vidal de La Blache afirmava que “a geografia é a ciência dos lugares, não dos homens” e quando autores como Richard Hartshorne diziam que “os lugares são únicos” .
A geografia quantitativa, interessada em estudar a organização espacial, também se utilizava da palavra lugar com o sentido de localização, já que os conceitos de organização espacial, região homogênea, região funcional,  polo de crescimento, entre outros do gênero, eram mais apropriados para enfoques de tipo morfológico, isto é, interessados em explicar os padrões de distribuição e de relações espaciais estabelecidos pelos agentes econômicos e sociais.
Nesse sentido, a geografia humanista foi a primeira vertente da geografia a fazer uso da palavra lugar como um conceito científico. De fato, esse foi um dos conceitos fundamentais para os propósitos dessa corrente, interessada em pesquisar as relações subjetivas do homem com o espaço e o ambiente. Os geógrafos humanistas destacam a importância de estudar o cotidiano como forma de compreender os valores e atitudes que as pessoas comuns elaboram a respeito do espaço e do ambiente em que vivem. O conceito de lugar é apropriado para esse tipo de pesquisa por dizer respeito aos espaços vivenciados pelas pessoas em suas atividades cotidianas de trabalho, lazer, estudo, convivência familiar, etc. Por esse motivo, a geografia humanista define o lugar como uma forma de experiência humana, “um tipo especial de vivência do espaço”. Ele tem, portanto, o mesmo conteúdo que os  fenomenologistas atribuem ao conceito de mundo, isto é, o conjunto das vivências individuais e subjetivas dos sujeitos; “aquilo que em primeiro lugar aparece à consciência”.
A geografia crítica, por sua vez, não dá a mesma importância teórica ao conceito de lugar, pois trabalha principalmente com os conceitos de  espaço geográfico e de território. Todavia, alguns geógrafos críticos, como Milton Santos, passaram a conferir maior importância teórica ao conceito de lugar ao longo do tempo. No livro A natureza do espaço, esse autor fala sobre a “força do lugar” e o qualifica como um espaço produzido por duas lógicas, a saber, a das vivências cotidianas das pessoas e a dos processos econômicos, políticos e sociais que constituem a globalização. Nesse sentido, a abordagem crítica do lugar procura se diferenciar da abordagem humanista na medida em que leva em conta as influências dos processos relacionados à globalização no estudo das vivências que os indivíduos desenvolvem nos lugares. E essa influência é caracterizada por Milton Santos e outros geocríticos, em geral, como impositiva, perversa e estranha aos interesses do lugar.